# The Webb Sisters
The Webb Sisters sind ein britisches Folk-Duo seit den 2000er Jahren, bestehend aus Charley Webb (* 1979) und Hattie Webb (* 1981). Beide singen und begleiten den Gesang mit Gitarre, Klarinette, Klavier sowie Harfe und Mandoline. Viele ihrer Songs schreiben sie selbst, gemeinsam oder einzeln. Sie hatten zuvor schon einige britische und amerikanische Musikpreise gewonnen, sind aber in den deutschsprachigen Ländern vor allem durch die Tourneen mit Leonard Cohen zwischen 2008 und 2014 und die dabei entstandenen Konzertmitschnitte bekannt geworden.

## Geschichte
Charley und Hattie Webb wuchsen in der südenglischen Grafschaft Kent auf. Schon als Jugendliche hatten die Geschwister in England landesweit Auftritte, dabei auch bei Wohlfahrts-Veranstaltungen, wo u. a. Prinzessin Anne und Queen Elizabeth II im Publikum waren.
Im Jahr 2000 nahmen sie das erste Album Piece of Mind auf, veröffentlicht unter den Namen Sisterswebb. Dazu wurden sie nach einem Kontakt mit dem Produzenten Johnny Pierce von diesem nach Nashville eingeladen. Anschließend waren sie in Kalifornien  auf Tournee, um das Album bei Konzerten zu verkaufen. In der Folge bekamen sie einen Plattenvertrag bei Universal. Das zweite Album Daylight Crossing wurde produziert von Steve Lipson und Martin Glover. Die Aufnahmen dazu erfolgten unter anderem in den Londoner Abbey-Road-Studios. Die Webb Sisters wurden dabei unterstützt von Schlagzeuger Steve Gadd, Bassist Pino Palladino sowie Gitarrist Simon Tong und Bassist Simon Jones von The Verve. Daylight Crossing wurde 2006 veröffentlicht und wurde 'Album of the Week' beim Radiosender BBC Radio 2.
Von 2008 bis 2014 begleiteten die Webb Sisters Leonard Cohen auf seiner umfangreichen Welttour, wo sie an der Seite von Cohens musikalischer Partnerin Sharon Robinson auf der Bühne standen. Ein Höhepunkt ihrer Auftritte ist ihre Interpretation von Cohens Song If It Be Your Will. Dieses Stück ist in ihrer Interpretation auf Cohens Konzertalbum Live In London von 2009 zu hören und im entsprechenden Konzertfilm zu sehen. Sie haben es auch aufgenommen auf ihrem 2011 erschienenen dritten Album Savage. Dieses Album wurde von Peter Asher produziert und wird von laut.de als ansonsten „eher poppig“ eingestuft.
Sie waren beteiligt an Stings Album If on a Winter's Night... von 2009.
Das dritte Album Savages wurde 2011 veröffentlicht. Produzent war der mehrfache Grammy-Award-Gewinner Peter Asher.
Hattie Webb hat 2017 ihr erstes Soloalbum To the Bone veröffentlicht. Ein zweites Album unter dem Titel Wild Medicine wurde im Oktober 2024 veröffentlicht. Im Herbst 2024 traten die Webb Sisters bei Konzerten von David Gilmour auf.

## Diskografie

### Studioalben
- Piece of Mind (2000), als Sisterswebb
- Daylight Crossing (2006)
- Savages (2011)

### EP
- Comes in Twos (2008) – EP mit fünf Stücken, u. a. if It Be Your Will von Leonard Cohens Live in London DVD
- The Other Side (2009) –  EP mit vier Stücken
- Always on My Mind (2012) – EP mit vier Stücken, nur in den USA
- When Will You Come Home? (2013) – EP mit fünf Stücken

### Singles
- I Still Hear It (2006) – "I Still Hear It", "Dead Old Leaves", "Do it All Over Again"
- Still the Only One (2006) – "Still the Only One", "My Way to You", "Last Night"

### Beiträge
- Heroes & Thieves (2007) – Vanessa Carlton
- Born to the Breed: A Tribute to Judy Collins (2008) – Fortune of Soldiers
- White Man's Curse (2009) – Paul Chesne
- If on a Winter's Night... (2009) – Sting
- Leonard Cohen Live in London DVD (2009) – Leonard Cohen
- People in the Hole (2010) – Catherine Feeny
- Songs from the Road (September 2010) – Leonard Cohen
- God Only Knows (2011) – Natalie Maines, produziert von Rick Rubin
- June in Siberia (2011) – Mark Berube and the Patriotic Few[7]
- Esplendido Corazón (2012) – Kevin Doherty (auf dem Album Seeing Things)[8]
- Life (2012) – The Avett Brothers (auf dem Album The Carpenter)[9]
- Love Has Come for You (2013) – Steve Martin und Edie Brickell[10]
- Live in Dublin (2014) – Leonard Cohen

## Auftritte in Filmen
- Leonard Cohen Live in London (2009)

## Auszeichnungen
- 2019 Maynooth University Ireland Award for Arts and Culture
- 2011 Best Adult Contemporary Song` bei den  10. Annual Independent Music Awards für den Titel Baroque Thoughts vom Album Savages